# BlackBerry (Film)
BlackBerry ist ein kanadischer Spielfilm von Matt Johnson aus dem Jahr 2023. Das Werk basiert auf dem 2015 erschienenen Sachbuch Losing the Signal: The Untold Story Behind the Extraordinary Rise and Spectacular Fall of BlackBerry der Journalisten Jacquie McNish und Sean Silcoff. Der Film wurde im Februar 2023 im Rahmen der Internationalen Filmfestspiele Berlin uraufgeführt.

## Handlung
Der Film berichtet vom Aufstieg und Fall des kanadischen Unternehmens BlackBerry, das in den 2000er-Jahren das gleichnamige erste Smartphone auf den Markt brachte. Nach Rechtsstreitigkeiten verlor BlackBerry seinen Marktvorteil an die Konkurrenten Apple und Samsung. Im Mittelpunkt der Handlung steht die Geschäftsbeziehung zwischen dem Mitgründer Mike Lazaridis und dem 1992 als Co-CEO neu hinzugekommenen Jim Balsillie.

## Produktion
Die Produzenten des Films sicherten sich die Rechte an dem Buch Losing the Signal: The Untold Story Behind the Extraordinary Rise and Spectacular Fall of BlackBerry von Jacquie McNish und Sean Silcoff, beides damals Journalisten der kanadischen Zeitung The Globe and Mail. Daraufhin engagierten sie Matt Johnson als Regisseur, der sich mit The Dirties (2013) und Operation Avalanche in Kanada einem Namen gemacht hatte. Den Machern war es wichtig, dass die Geschichte des BlackBerrys und der kanadischen Firma Research in Motion von einem kanadischen und nicht einem US-amerikanischen Team verfilmt wird. Mit dem Produzenten und Drehbuchautor Matthew Miller begab Johnson sich auf eine achtmonatige Investigativrecherche, da die literarische Grundlage für den Film in ihren Augen zu „trocken“ war. Einer der wichtigsten Ideengeber für den Film, war ein ehemaliger Angestellter BlackBerrys, der während der Anfangsjahre der Firma Tagebuch führte. Johnsons Figur Doug basiert auf diesem Ex-Mitarbeiter und dem Mitgründer Doug Fregin.
Die Arbeit von Kameramann Jared Raab setzt auf eine handgeführte, wackelige Kamera und wurde von Peter Debruge (Variety) mit The Office und Kabinett außer Kontrolle verglichen.

## Veröffentlichung
Die Premiere des Films erfolgte am 17. Februar 2023 im Rahmen der Internationalen Filmfestspiele Berlin. In den kanadischen Kinos startete der Film am 12. Mai 2023. In Deutschland kam der Film am 7. Dezember 2023 in die Kinos.

### Mini-Fernsehserie
Eine erweiterte Version des Films wurde am 9. November 2023 als dreiteilige Miniserie auf CBC Television ausgestrahlt und enthält zusätzliches Filmmaterial, das in der Kinofassung nicht enthalten war.

## Rezeption
Bei Metacritic besitzt der Film eine aggregierte Wertung von 83, basierend auf zehn Kritiken. Bei Rotten Tomatoes sind von 14 Kritiken 100 % positiv.
Barry Hertz von der kanadischen The Globe and Mail bezeichnete BlackBerry als „lustig, schnell und nervenaufreibend“. Gleichzeitig sei der Film immer „höchst unterhaltsam“.

## Auszeichnungen
BlackBerry erhielt eine Einladung in den Wettbewerb um den Goldenen Bären, den Hauptpreis der Berlinale. Bei den Gotham Awards 2023 erhielt Glenn Howerton eine Nominierung als Beste Nebenrolle. Bei den Golden Tomato Awards 2023 gewann der Film in der Kategorie Best Limited Release Movies. Bei den Canadian Screen Awards 2024 gewann BlackBerry von 17 Nominierungen 14 Auszeichnungen, unter anderem für den besten Film.